# Australian Championships 1932 - Doppio maschile
Il doppio maschile del torneo di tennis Australian Championships 1932 si è giocato dall'8 al 13 febbraio sui campi in erba del Memorial Drive Park di Adelaide in Australia.
Jack Crawford e Gar Moon erano i detentori del titolo e sono riusciti a difenderlo sconfiggendo in finale i connazionali Harry Hopman e Gerald Patterson col punteggio di 4–6, 6–4, 12–10, 6–3. Crawford è riuscito a completare una rara tripletta vincendo anche il singolare maschile e il doppio misto.

## Tabellone

### Legenda
| - Q = Qualificato - WC = Wild card - LL = Lucky loser | - ALT = Alternate - SE = Special Exempt - PR = Protected Ranking | - w/o = Walkover - r = Ritirato - d = Squalificato |

### Fase finale
|  | Primo turno | Primo turno                    | Primo turno                    | Primo turno                 | Primo turno | Primo turno | Primo turno |  |  | Quarti di finale | Quarti di finale               | Quarti di finale               | Quarti di finale               | Quarti di finale              | Quarti di finale              | Quarti di finale |   |   | Semifinali | Semifinali                     | Semifinali                     | Semifinali                     | Semifinali             | Semifinali | Semifinali |    |   | Finale | Finale | Finale | Finale | Finale | Finale | Finale |  |
|  |             |                                |                                |                             |             |             |             |  |  |                  |                                |                                |                                |                               |                               |                  |   |   |            |                                |                                |                                |                        |            |            |    |   |        |        |        |        |        |        |        |  |
|  | 2           | Ryosuke Nunoi Jirō Satō        | Ryosuke Nunoi Jirō Satō        | Ryosuke Nunoi Jirō Satō     | 6           | 6           | 6           |  |  |                  |                                |                                |                                |                               |                               |                  |   |   |            |                                |                                |                                |                        |            |            |    |   |        |        |        |        |        |        |        |  |
|  |             | Cliff Harvey Dick McMichael    | Cliff Harvey Dick McMichael    | Cliff Harvey Dick McMichael | 1           | 1           | 3           |  |  | 2                | Ryosuke Nunoi Jirō Satō        | Ryosuke Nunoi Jirō Satō        | Ryosuke Nunoi Jirō Satō        | 2                             | 2                             | 4                |   |   |            |                                |                                |                                |                        |            |            |    |   |        |        |        |        |        |        |        |  |
|  |             | Jack Cummings Clifford Sproule | Jack Cummings Clifford Sproule | 3                           | 6           | 6           | 6           |  |  |                  | Jack Cummings Clifford Sproule | Jack Cummings Clifford Sproule | Jack Cummings Clifford Sproule | 6                             | 6                             | 6                |   |   |            |                                |                                |                                |                        |            |            |    |   |        |        |        |        |        |        |        |  |
|  |             | Harold Doctor Les Hancock      | Harold Doctor Les Hancock      | 6                           | 0           | 0           | 1           |  |  |                  |                                |                                |                                |                               |                               |                  |   |   |            | Jack Cummings Clifford Sproule | Jack Cummings Clifford Sproule | Jack Cummings Clifford Sproule | 5                      | 2          | 4          |    |   |        |        |        |        |        |        |        |  |
|  | 4           | Harry Hopman Gerald Patterson  | Harry Hopman Gerald Patterson  | 6                           | 6           | 10          | 6           |  |  |                  |                                | 4                              | Harry Hopman Gerald Patterson  | Harry Hopman Gerald Patterson | Harry Hopman Gerald Patterson | 7                | 6 | 6 |            |                                |                                |                                |                        |            |            |    |   |        |        |        |        |        |        |        |  |
|  |             | Joe Rodgers Aubrey Willard     | Joe Rodgers Aubrey Willard     | 1                           | 4           | 12          | 3           |  |  | 4                | Harry Hopman Gerald Patterson  | Harry Hopman Gerald Patterson  | Harry Hopman Gerald Patterson  | 6                             | 6                             | 6                |   |   |            |                                |                                |                                |                        |            |            |    |   |        |        |        |        |        |        |        |  |
|  |             | Jack Hawkes Gar Hone           | Jack Hawkes Gar Hone           | 0                           | 6           | 8           | 6           |  |  |                  | Jack Hawkes Gar Hone           | Jack Hawkes Gar Hone           | Jack Hawkes Gar Hone           | 2                             | 2                             | 3                |   |   |            |                                |                                |                                |                        |            |            |    |   |        |        |        |        |        |        |        |  |
|  |             | Robert Barbour Len Schwartz    | Robert Barbour Len Schwartz    | 6                           | 1           | 6           | 4           |  |  |                  |                                |                                |                                |                               |                               |                  |   |   | 4          | Harry Hopman Gerald Patterson  | Harry Hopman Gerald Patterson  | 6                              | 4                      | 10         | 3          |    |   |        |        |        |        |        |        |        |  |
|  | 1           | Charles Donohoe Ray Dunlop     | Charles Donohoe Ray Dunlop     | Charles Donohoe Ray Dunlop  | 6           | 6           | 8           |  |  |                  |                                |                                |                                |                               |                               |                  |   |   |            |                                | 3                              | Jack Crawford Gar Moon         | Jack Crawford Gar Moon | 4          | 6          | 12 | 6 |        |        |        |        |        |        |        |  |
|  |             | Ron Hone Allan Knight          | Ron Hone Allan Knight          | Ron Hone Allan Knight       | 2           | 2           | 6           |  |  | 1                | Charles Donohoe Ray Dunlop     | Charles Donohoe Ray Dunlop     | 4                              | 6                             | 7                             | 8                |   |   |            |                                |                                |                                |                        |            |            |    |   |        |        |        |        |        |        |        |  |
|  |             | Takeichi Harada Jim Willard    | 6                              | 2                           | 6           | 4           | 6           |  |  |                  | Takeichi Harada Jim Willard    | Takeichi Harada Jim Willard    | 6                              | 3                             | 5                             | 6                |   |   |            |                                |                                |                                |                        |            |            |    |   |        |        |        |        |        |        |        |  |
|  |             | Dave Chrystal Reg Ewin         | 3                              | 6                           | 2           | 6           | 3           |  |  |                  |                                |                                |                                |                               |                               |                  |   |   | 1          | Charles Donohoe Ray Dunlop     | Charles Donohoe Ray Dunlop     | Charles Donohoe Ray Dunlop     | 4                      | 3          | 5          |    |   |        |        |        |        |        |        |        |  |
|  | 3           | Jack Crawford Gar Moon         | Jack Crawford Gar Moon         | Jack Crawford Gar Moon      | 6           | 11          | 6           |  |  |                  |                                | 3                              | Jack Crawford Gar Moon         | Jack Crawford Gar Moon        | Jack Crawford Gar Moon        | 6                | 6 | 7 |            |                                |                                |                                |                        |            |            |    |   |        |        |        |        |        |        |        |  |
|  |             | Ernest Rowe Rupert Shepherd    | Ernest Rowe Rupert Shepherd    | Ernest Rowe Rupert Shepherd | 1           | 9           | 1           |  |  | 3                | Jack Crawford Gar Moon         | Jack Crawford Gar Moon         | Jack Crawford Gar Moon         | Jack Crawford Gar Moon        | Jack Crawford Gar Moon        | w/o              |   |   |            |                                |                                |                                |                        |            |            |    |   |        |        |        |        |        |        |        |  |
|  |             | Adrian Quist Don Turnbull      | Adrian Quist Don Turnbull      | Adrian Quist Don Turnbull   | 6           | 11          | 6           |  |  |                  | Adrian Quist Don Turnbull      | Adrian Quist Don Turnbull      | Adrian Quist Don Turnbull      | Adrian Quist Don Turnbull     | Adrian Quist Don Turnbull     |                  |   |   |            |                                |                                |                                |                        |            |            |    |   |        |        |        |        |        |        |        |  |
|  |             | Jack Purcell Bert Tonkin       | Jack Purcell Bert Tonkin       | Jack Purcell Bert Tonkin    | 4           | 9           | 3           |  |  |                  |                                |                                |                                |                               |                               |                  |   |   |            |                                |                                |                                |                        |            |            |    |   |        |        |        |        |        |        |        |  |